# Saint-Thégonnec

Saint-Thégonnec este o comună în departamentul Finistère, Franța. În 1 ianuarie 2018 avea o populație de 2.715 de locuitori.